# Åkerman & Lund Orgelbyggeri
Åkerman & Lund Orgelbyggeri i Knivsta AB är ett svenskt företag med säte i Knivsta som tillverkar och renoverar orglar. Företaget och dess namn har kopplingar till det företag som startades 1860 av orgelbyggaren Per Larsson Åkerman. 

## Historik
Företaget startades 1860 av Per Larsson Åkerman, vars byggande främst var inspirerat av de studieresor han, med hjälp av stipendier från staten, gjorde hos Merklin i Bryssel under 1857. Carl Johan Lund inträdde 1866 som kompanjon med Åkerman, därav namnet Lund i företagsnamnet. Han kom sedan att ta över firman efter Åkermans död 1876.
År 1893 skedde en ombildning till aktiebolag med Lund som direktör, och firmanamnet ändrades till P L Åkerman & Lunds orgelfabriks AB. Fem år senare flyttades verksamheten till en nyuppförd fabriksbyggnad i det då lantliga Sundbyberg.
Fram till 1893 var företaget på Norrmalm för att därefter flytta till Sundbyberg.1896 köpte företaget patenträttigheten till Friedrich Weigles i Stuttgart rent pneumatiska rörsystem. Det visade sig inte helt tillförlitligt och firman gick över till det amerikanska pneumatiska Rooseweltsystemet. I samband med en företagsrekonstruktion 1917 inträdde John Johansson som ledare och företaget fick då namnet Åkerman & Lunds nya orgelfabriks AB. Den största orgeln hittills var den utbyggnad av den av E. A. Setterquist & Son, Örebro, år 1914 byggda orgeln i Engelbrektskyrkan år 1929. Orgeln byggdes ut i etapper och erhöll slutligen 101 stämmor, det vill säga lika stor som läktarorgeln i Lunds domkyrka.
Namnet behölls fram till 1974 då Lars Norgren och Knut Kaliff övertog firman och ändrade namnet till Åkerman & Lund Orgelbyggeri AB. Knut Kaliff lämnade firman 1985 varvid Lars Norgren blev ensam ägare. År 2007 övergick ägarskapet till Hans-Petter Schröder. Företagets skulder ökade gradvis och 24 augusti 2017 försattes bolaget i konkurs med skulder om ca 4 700 000 kr. Flera församlingar drabbades av konkursen, bland annat Bromma församling som beställt en ny orgel, planerad att stå klar till advent 2017. År 2016 grundade en tidigare anställd, Leif Ericson, företaget Åkerman & Lund Orgelbyggeri i Knivsta AB för att göra en företagsrekonstruktion. Schröder fortsatte som anställd i Ericsons nya företag.

### Ägare
- 1860 – 1876 Per Larsson Åkerman
- 1876 – 1893 Familjen Åkerman, företaget leds av  Carl Johan Lund
- 1893 – 1917 Företaget ombildas till aktiebolag 1893
- 1917 – ? John Johansson tar över i samband med rekonstruktion 1917
- 1974 – 1985 Knut Kaliff
- 1974 – 2007 Lars Norgren
- 2007 – 2017 Hans-Petter Schröder
- 2016 –  Leif Ericson med nya bolaget Åkerman & Lund Orgelbyggeri i Knivsta AB

### Företagsnamn
- 1860 – 1866: ?
- 1866 – 1893: P L  Åkerman & Lund Orgelbyggeri
- 1893 – 1917: Åkerman & Lunds orgelfabriks AB
- 1917 – 1974: Åkerman & Lunds nya orgelfabriks AB
- 1974 – 2017: Åkerman & Lund Orgelbyggeri AB
- 2017 –         : Åkerman & Lund Orgelbyggeri i Knivsta AB

## Verk (urval)
| År   | Ursprunglig kyrka            | Stift       | Bild | Manualer | Pedal         | Stämmor | Bevarad orgel/fasad | Övrigt     |
| ---- | ---------------------------- | ----------- | ---- | -------- | ------------- | ------- | ------------------- | ---------- |
| 1866 | Sya kyrka                    | Linköping   |      | 1        | Bihängd       | 8       | Nej/Ja              |            |
| 1869 | Örtomta kyrka                | Linköping   |      |          |               | 8       | Nej/Ja              |            |
| 1869 | Vinnerstads kyrka            | Linköping   |      |          |               | 7       |                     |            |
| 1870 | Slottskyrkan                 | Stockholm   |      |          |               | 10      |                     |            |
| 1870 | Biskopskulla kyrka           | Uppsala     |      | 1        | Bihängd       | 6       | Ja/Ja               |            |
| 1870 | Funbo kyrka                  | Uppsala     |      |          |               | 6       |                     |            |
| 1871 | Uppsala domkyrka             | Uppsala     |      | 3        | Självständig  | 50      | Ja/Ja               |            |
| 1871 | Risinge nya kyrka            | Linköping   |      | 2        | Självständig  |         |                     |            |
| 1872 | Högby kyrka                  | Linköping   |      | 2        | Självständig  | 18      |                     |            |
| 1872 | Norrtälje kyrka              | Stockholm   |      |          |               |         |                     |            |
| 1875 | Borgholms kyrka              | Växjö       |      | 1        | Bihängd       | 8       |                     |            |
| 1876 | Sandby kyrka                 | Växjö       |      | 1        | Bihängd       | 10      | Nej/Ja              |            |
| 1878 | Storkyrkan                   | Stockholm   |      | 3        | Självständig  | 50      |                     |            |
| 1878 | Maria Magdalena kyrka        | Stockholm   |      | 2        | Självständig  | 30      |                     |            |
| 1878 | Karlstads domkyrka           | Karlstad    |      |          |               | 29      |                     |            |
| 1878 | Askeby kyrka                 | Linköping   |      | 1        |               | 9       | Nej/Ja              |            |
| 1878 | Bärbo kyrka                  | Strängnäs   |      | 1        | Bihängd       | 4       | Ja/Ja               |            |
| 1878 | Lannaskede-Myresjö kyrka     | Växjö       |      |          |               |         |                     |            |
| 1879 | Rättviks kyrka               | Västerås    |      | 2        | Självständig  | 24      |                     |            |
| 1879 | Kristbergs kyrka             | Linköping   |      |          |               | 9       |                     |            |
| 1880 | Alunda kyrka                 | Uppsala     |      | 2        | Självständig  | 25      |                     |            |
| 1881 | Klara kyrka                  | Stockholm   |      |          |               |         |                     |            |
| 1881 | Carl Gustafs kyrka           | Lund        |      |          |               | 25      | Nej/Ja              |            |
| 1882 | Kalmar domkyrka              | Växjö       |      | 3        | Självständig  | 36      | Nej/Ja              |            |
| 1882 | Listerby kyrka               | Lund        |      |          |               | 12      | Nej/Ja              |            |
| 1884 | Algutsrums kyrka             | Växjö       |      | 2        | Självständig  | 13      | Nej/Ja              |            |
| 1884 | Gräsgårds kyrka              | Växjö       |      | 1        | Bihängd       | 10      | Ja/Ja               |            |
| 1884 | Gärdslösa kyrka              | Växjö       |      | 1        | Bihängd       | 10      | Nej/Ja              |            |
| 1884 | Ås kyrka                     | Växjö       |      | 1        | Självständig  | 10      | Ja/Ja               |            |
| 1885 | Mjällby kyrka                | Lund        |      |          |               | 16      | Nej/Ja              |            |
| 1885 | Floda kyrka                  | Västerås    |      | 1        | Bihängd       | 8       |                     |            |
| 1885 | Ventlinge kyrka              | Växjö       |      | 1        | -             | 3       |                     |            |
| 1887 | Sofiakyrkan                  | Växjö       |      |          |               | 22      |                     |            |
| 1887 | Mariefreds kyrka             | Strängnäs   |      | 2        | Självständig  | 11      |                     |            |
| 1889 | Christinae kyrka             | Skara       |      |          |               | 15      | Nej/Ja              |            |
| 1889 | Holms kyrka                  | Uppsala     |      | 1        | Bihängd       | 4       |                     |            |
| 1890 | S:t Johannes kyrka           | Stockholm   |      |          |               |         |                     |            |
| 1890 | Norra Real                   |             |      |          |               |         |                     |            |
| 1891 | Vists kyrka                  | Linköping   |      |          |               |         | Nej/Nej             |            |
| 1892 | Norra Möckleby kyrka         | Växjö       |      | 1        | Självständig  | 10      | Nej/Ja              |            |
| 1892 | Resmo kyrka                  | Växjö       |      | 1        | -             | 4       | Nej/Ja              |            |
| 1894 | Hedvigs kyrka                | Linköping   |      | 3        | Självständig  | 30      |                     |            |
| 1894 | Kärna kyrka                  | Linköping   |      | 2        | Självständig  | 12      |                     |            |
| 1895 | Gränna kyrka                 | Växjö       |      |          |               | 27      | Nej/Ja              |            |
| 1895 | Umeå stads kyrka             | Luleå       |      |          |               | 24      |                     |            |
| 1895 | Vårdsbergs kyrka             | Linköping   |      | 2        | Självständig  | 12      |                     |            |
| 1896 | Hällestads kyrka             | Linköping   |      | 2        | Självständig  | 18      |                     |            |
| 1896 | Odensvi kyrka                | Linköping   |      |          |               |         |                     |            |
| 1897 | Östra Eneby kyrka            | Linköping   |      | 1        |               | 12      |                     |            |
| 1897 | Kimstads kyrka               | Linköping   |      | 1        | Bihängd       | 9       |                     |            |
| 1898 | Västerås domkyrka            | Västerås    |      | 3        | Självständig  | 40      |                     |            |
| 1898 | Sunds kyrka                  | Linköping   |      | 2        | Bihängd       |         |                     |            |
| 1898 | Odensala kyrka               | Uppsala     |      |          |               |         |                     |            |
| 1900 | Brännkyrka kyrka             | Stockholm   |      | 2        | Självständig  | 12      |                     |            |
| 1900 | Klövsjö kyrka                | Härnösand   |      | 1        |               | 6       |                     |            |
| 1900 | Malexanders kyrka            | Linköping   |      |          |               |         | Nej/Nej             |            |
| 1905 | Fredrikskyrkan               | Lund        |      | 3        | Självständig  | 36      |                     |            |
| 1905 | Flymens kyrka                | Lund        |      |          |               | 9       |                     |            |
| 1905 | Hakarps kyrka                | Lund        |      |          |               | 9       |                     |            |
| 1906 | Kisa kyrka                   | Linköping   |      |          |               |         |                     |            |
| 1907 | Klara kyrka                  | Stockholm   |      | 3        | Självständig  | 45      |                     |            |
| 1908 | Oskarshamns stadskyrka       | Växjö       |      |          |               | 28      | Nej/Ja              |            |
| 1908 | Sankt Lars kyrka             | Linköping   |      | 2        | Självständig  | 23      |                     |            |
| 1909 | Rödeby kyrka                 | Lund        |      | 2        | Självständig  | 16      |                     |            |
| 1912 | Kristine kyrka               | Växjö       |      |          |               |         |                     |            |
| 1912 | Skeppsås kyrka               | Linköping   |      | 1        | Transmitterad | 8       |                     |            |
| 1913 | Heda kyrka                   | Linköping   |      | 2        | Transmitterad | 9       |                     |            |
| 1914 | Hovs kyrka                   | Linköping   |      | 2        |               | 10      |                     |            |
| 1915 | Danvikshems kyrka            | Stockholm   |      |          |               | 14      |                     |            |
| 1917 | Vreta klosters kyrka         | Linköping   |      | 2        | Självständig  | 12      |                     |            |
| 1917 | Landeryds kyrka              | Linköping   |      |          |               | 12      |                     |            |
| 1917 | Allhelgonakyrkan             | Stockholm   |      |          |               | 7       |                     |            |
| 1918 | Slottskyrkan                 | Stockholm   |      | 2        | Självständig  | 30      |                     |            |
| 1918 | Rasbo kyrka                  | Uppsala     |      |          |               |         |                     |            |
| 1919 | Sankt Olai kyrka             | Linköping   |      |          |               |         |                     |            |
| 1919 | Österhaninge kyrka           | Stockholm   |      |          |               | 12      |                     |            |
| 1920 | Järvsö kyrka                 | Uppsala     |      | 2        | Självständig  | 25      |                     |            |
| 1923 | Ingarö kyrka                 | Stockholm   |      | 2        | Självständig  | 13      |                     |            |
| 1924 | Mariakyrkan                  | Uppsala     |      | 2        | Självständig  | 23      |                     |            |
| 1926 | Stockholms konserthus        |             |      |          |               |         |                     |            |
| 1926 | Ulrika kyrka                 | Linköping   |      | 2        | Självständig  | 12      |                     |            |
| 1926 | Össeby-Garns kyrka           | Stockholm   |      |          |               | 10      |                     |            |
| 1927 | Maria Magdalena kyrka        | Stockholm   |      | 3        | Självständig  | 50      |                     |            |
| 1928 | Solna kyrka                  | Stockholm   |      | 2        | Självständig  | 18      |                     |            |
| 1929 | Tingstäde kyrka              | Visby       |      |          |               | 9       |                     |            |
| 1931 | Sandvikens kyrka             | Uppsala     |      |          |               |         |                     |            |
| 1931 | Påskallaviks kyrka           | Växjö       |      | 2        | Självständig  | 15      |                     |            |
| 1931 | Björklinge kyrka             | Uppsala     |      |          |               |         |                     |            |
| 1932 | Filadelfiakyrkan             |             |      | 2        | Självständig  | 29      |                     |            |
| 1932 | Malexanders kyrka            | Linköping   |      | 2        | Självständig  | 12      |                     |            |
| 1937 | Tirups kyrka                 | Lund        |      | 2        | Självständig  | 11      |                     |            |
| 1939 | Finspångs slottskapell       | Linköping   |      |          |               |         |                     |            |
| 1940 | Vårdsbergs kyrka             | Linköping   |      | 2        | Självständig  | 21      |                     |            |
| 1941 | Lidingö kyrka                | Stockholm   |      | 2        | Självständig  | 18      |                     |            |
| 1941 | Vallentuna kyrka             | Stockholm   |      | 2        | Självständig  | 16      |                     |            |
| 1941 | Hosjö kyrka                  | Västerås    |      | 2        | Självständig  | 13      |                     |            |
| 1944 | Tveta kyrka                  | Linköping   |      | 2        | Självständig  | 12      |                     |            |
| 1945 | Bredestads kyrka             | Linköping   |      | 2        | Självständig  | 12      |                     |            |
| 1947 | Floda kyrka                  | Västerås    |      | 2        | Självständig  | 27      |                     |            |
| 1948 | Värna kyrka                  | Linköping   |      | 2        | Självständig  | 12      |                     |            |
| 1949 | Forserums kyrka              | Växjö       |      | 2        | Självständig  | 19      |                     |            |
| 1949 | Siris kapell                 | Karlstad    |      | 2        | Självständig  | 10      |                     |            |
| 1950 | Kimstads kyrka               | Linköping   |      | 2        | Självständig  | 22      |                     |            |
| 1950 | Fogdö kyrka                  | Strängnäs   |      | 2        | Självständig  | 19      |                     |            |
| 1952 | Ventlinge kyrka              | Växjö       |      | 2        | Självständig  | 7       |                     |            |
| 1954 | Oppeby kyrka                 | Linköping   |      | 2        | Självständig  | 16      |                     |            |
| 1957 | Drothems kyrka               | Linköping   |      |          |               | 16      |                     |            |
| 1957 | Allhelgonakyrkan             | Stockholm   |      | 2        | Självständig  | 10      |                     |            |
| 1958 | Stefanskyrkan                | Stockholm   |      | 1        | Bihängd       | 6       |                     |            |
| 1959 | Alsters kyrka                | Karlstad    |      | 2        | Självständig  | 17      |                     |            |
| 1961 | Julita kyrka                 | Strängnäs   |      | 3        | Självständig  | 26      |                     |            |
| 1961 | Olaus Petri kyrka, Stockholm | Stockholm   |      | 2        | Självständig  | 16      |                     |            |
| 1963 | Rättviks kyrka               | Västerås    |      | 4        | Självständig  | 42      |                     |            |
| 1963 | Aspeboda kyrka               | Västerås    |      | 2        | Självständig  | 20      |                     |            |
| 1964 | Alla Helgons kyrka           | Strängnäs   |      | 2        | Självständig  | 11      |                     |            |
| 1966 | Solna kyrka                  | Stockholm   |      | 2        | Självständig  | 22      |                     |            |
| 1966 | Timmerö kapell               | Linköping   |      | 1        | Bihängd       | 5       |                     |            |
| 1967 | Sofiakyrkan                  | Växjö       |      | 3        | Självständig  | 40      |                     |            |
| 1967 | Breviks kyrka                | Stockholm   |      | 2        | Självständig  | 22      |                     |            |
| 1967 | Ålands kyrka                 | Uppsala     |      |          |               |         |                     |            |
| 1971 | Norrtälje kyrka              | Stockholm   |      | 3        | Självständig  | 41      |                     |            |
| 1973 | Kalmar kyrka                 | Uppsala     |      | 2        | Självständig  | 19      |                     |            |
| 1973 | Österhaninge kyrka           | Stockholm   |      |          |               |         |                     |            |
| 1973 | Madesjö kyrka                | Växjö       |      | 1        | Självständig  | 5       |                     | Kororgel.  |
| 1973 | Almundsryds kyrka            | Växjö       |      | 1        | -             | 4       | Ja/Ja               | Kororgel.  |
| 1974 | Hässleby kyrka               | Linköping   |      | 1        | Självständig  | 7       |                     | Kororgel.  |
| 1975 | Katarina kyrka               | Stockholm   |      | 3        | Självständig  | 56      | Nej/Nej             |            |
| 1975 | Sofia kyrka                  | Stockholm   |      | 1        | Bihängd       | 4       |                     | Kororgel.  |
| 1975 | Allhelgonakyrkan             | Stockholm   |      | 1        | -             | 4       |                     | Kororgel.  |
| 1975 | Gustavsbergs kyrka           | Stockholm   |      | 1        | Bihängd       | 4       |                     | Kororgel.  |
| 1975 | Värmdö kyrka                 | Stockholm   |      | 1        | -             | 3       |                     | Kororgel.  |
| 1977 | Botkyrka kyrka               | Stockholm   |      | 3        | Självständig  | 31      |                     |            |
| 1977 | Skuttunge kyrka              | Uppsala     |      | 1        | -             | 3       |                     | Kororgel.  |
| 1978 | Skäggetorps kyrka            | Linköping   |      | 2        | Självständig  | 21      |                     |            |
| 1978 | Kullerstads kyrka            | Linköping   |      | 2        | Självständig  | 19      |                     |            |
| 1978 | Sankt Nikolai kyrka          | Göteborg    |      | 2        | Självständig  | 19      |                     | Kororgel.  |
| 1979 | Gustavsbergs kyrka           | Stockholm   |      | 2        | Självständig  | 31      |                     |            |
| 1979 | Ättetorpskyrkan              | Linköping   |      | 2        | Självständig  | 13      |                     |            |
| 1980 | Mogata kyrka                 | Linköping   |      | 2        | Självständig  | 18      |                     |            |
| 1980 | Björnlunda kyrka             | Strängnäs   |      | 2        | Självständig  | 16      |                     |            |
| 1980 | Ingarö kyrka                 | Stockholm   |      | 2        | Självständig  | 10      |                     |            |
| 1980 | Sankt Anna kyrka             | Linköping   |      | 1        | -             | 4       |                     | Kistorgel. |
| 1981 | Mariakyrkan                  | Uppsala     |      | 1        | Bihängd       | 5       |                     | Kororgel.  |
| 1982 | Finnsnes Kirke               | Lenvik      |      | 2        | Självständig  | 19      |                     |            |
| 1982 | Dalarö kyrka                 | Stockholm   |      |          |               |         |                     |            |
| 1982 | Ringebu stavkyrka            | Hamar       |      |          |               |         |                     |            |
| 1983 | Tullinge kyrka               | Stockholm   |      | 2        | Självständig  | 14      |                     |            |
| 1983 | Hosjö kyrka                  | Västerås    |      | 1        | -             | 4       |                     | Kororgel.  |
| 1984 | Mörlunda kyrka               | Linköping   |      | 2        | Självständig  | 22      |                     |            |
| 1984 | Silverdalskapellet           | Stockholm   |      | 2        | Självständig  | 20      |                     |            |
| 1985 | Lidingö kyrka                | Stockholm   |      | 2        | Självständig  | 24      |                     |            |
| 1985 | Häradshammars kyrka          | Linköping   |      | 1        |               | 3       |                     | Kororgel.  |
| 1986 | Tyrvis kyrka                 |             |      | 3        | Självständig  | 37      |                     |            |
| 1986 | Motala kyrka                 | Linköping   |      | 2        | Självständig  | 12      |                     | Kororgel.  |
| 1986 | S:t Matteus kyrka            | Stockholm   |      | 1        |               | 4       |                     | Kororgel.  |
| 1987 | Söndrums kyrka               | Göteborg    |      | 1        | Bihängd       | 4       |                     | Kororgel.  |
| 1988 | Hosjö kyrka                  | Västerås    |      | 2        | Självständig  | 12      |                     |            |
| 1989 | Snöstorps kyrka              | Göteborg    |      | 2        | Självständig  | 27      |                     |            |
| 1990 | Lerbäcks kyrka               | Strängnäs   |      | 1        | Självständig  | 5       |                     | Kororgel.  |
| 1991 | Madesjö kyrka                | Växjö       |      | 3        | Självständig  | 41      |                     |            |
| 1995 | Berghälls kyrka              | Helsingfors |      | 3        | Självständig  | 48      |                     |            |
| 1998 | Norra Solberga kyrka         | Linköping   |      | 2        | Självständig  | 34      |                     |            |
| 2000 | Mälarhöjdens kyrka           | Stockholm   |      | 2        | Självständig  | 13      |                     |            |
| 2002 | Gamlakarleby kyrka           |             |      | 3        | Självständig  | 50      |                     |            |
| 2005 | Gamla kyrkan                 | Helsingfors |      | 2        | Självständig  | 32      |                     |            |
| 2005 | Arlövs kyrka                 | Lund        |      | 2 (3)    | Självständig  | 26      |                     |            |
| 2008 | Sankt Johannes kyrka         | Lund        |      | 3        | Självständig  | 60      |                     |            |
| 2012 | Brännkyrka kyrka             | Stockholm   |      | 3        | Självständig  | 36      |                     |            |
| 2013 | Olaus Petri kyrka            | Strängnäs   |      | 3        | Självständig  | 51      |                     |            |
| 2018 | Fryksände kyrka              | Karlstad    |      | 3        | Självständig  | 36      |                     |            |

## Galleri

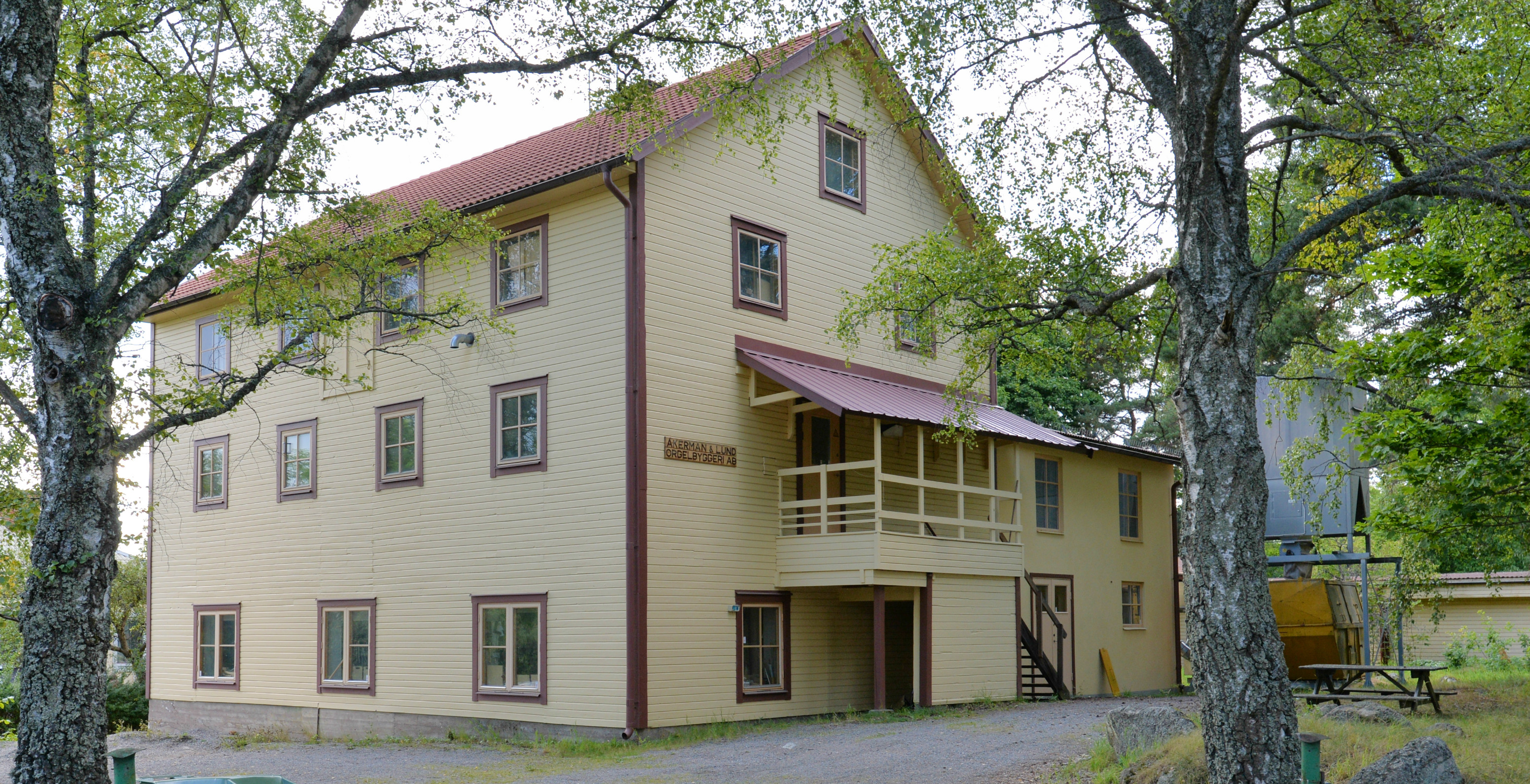
Företagets tidigare lokal i Knivsta, augusti 2016.
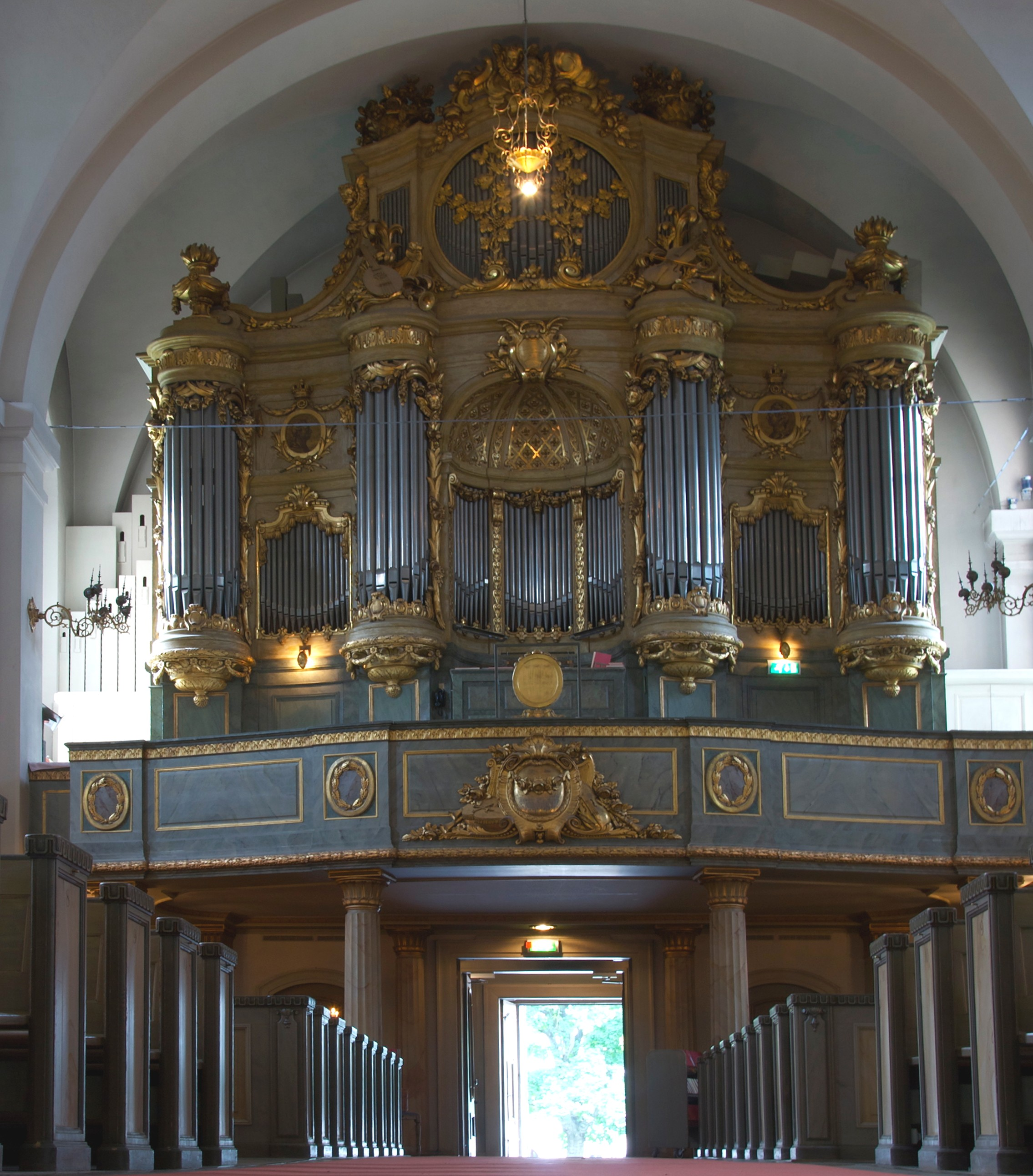
Orgeln i Maria Magdalena kyrka i Stockholm.
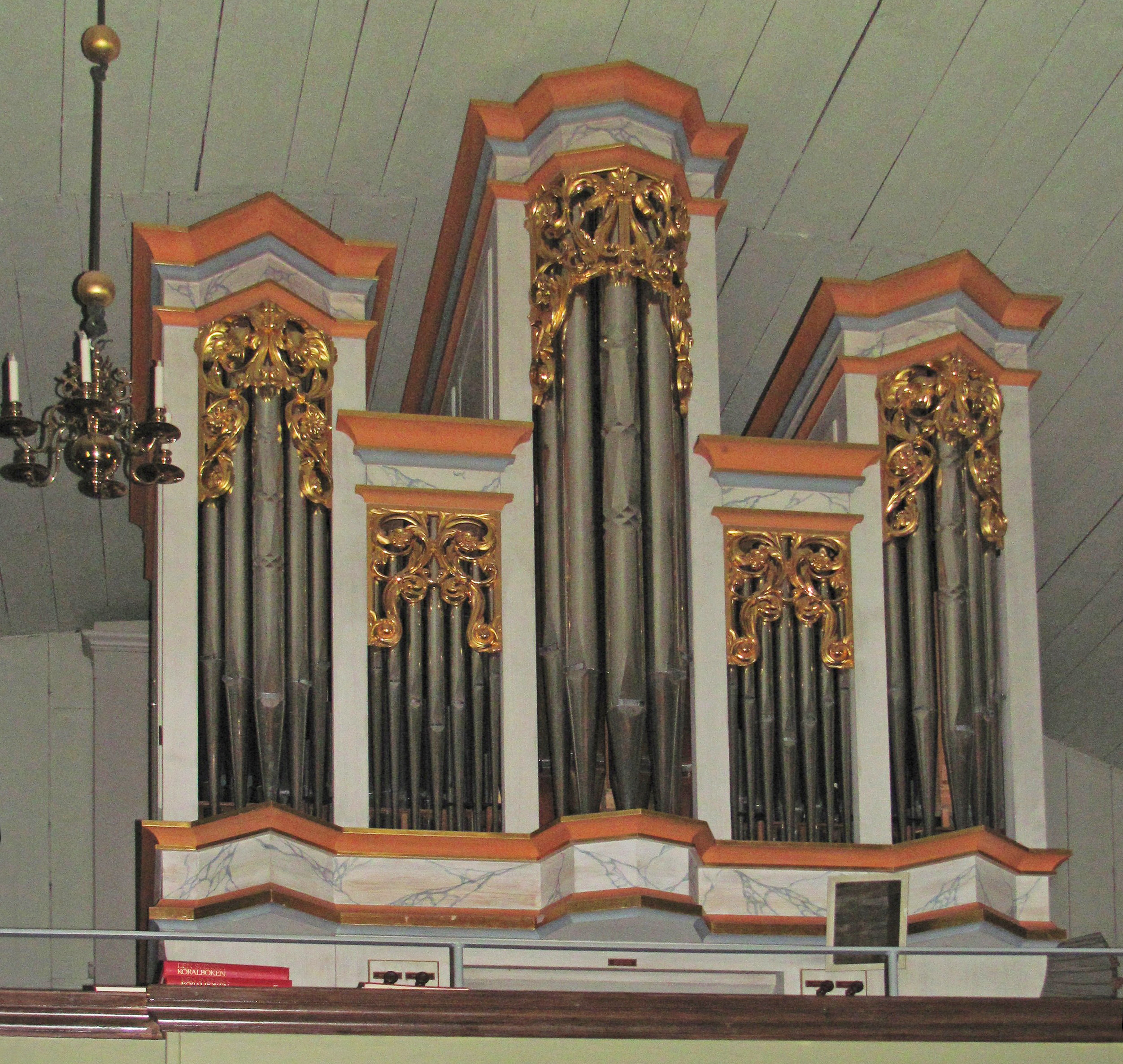
Orgeln i Dalarö kyrka.
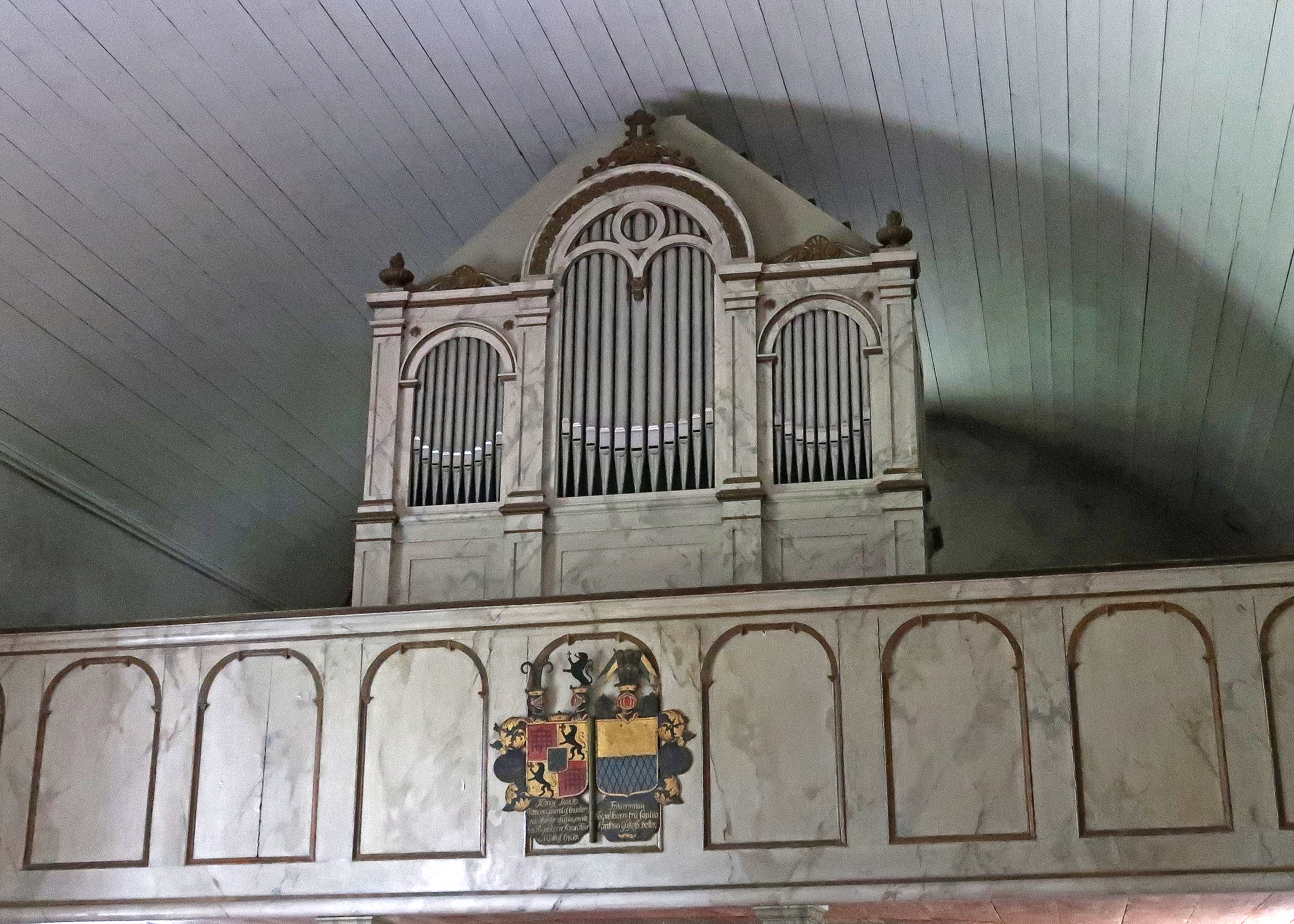
Orgeln i Bärbo kyrka.